# Nordstrand Mor
Nordstrand Mor, Nordstrandmose (dansk), Nordstrandischmoor (tysk) eller Lätj Möör (nordfrisisk) er en hallig på 1,9 km² ved den slesvigske vestkyst i Nordfrisland. Nordstrand Mor har 4 værfter. I foråret 2005 levede der på Nordstrand Mor 22 mennesker som lever af landbrug, turisme, kystsikring og undervisning. Halligen er en del af Nordstrand Kommune. 
På halligen er der fire værfter, en folkeskole med 2 elever og en kro. Stadige nedbrydninger af kysten har gjort halligen mindre, men moderne kystsikring har i nutiden sat en stopper for denne udvikling. Halligen er forbundet med Beltring Herred Kog (Beltringharder Koog) på fastlandet med en 3,5 km lang banedæmning.
Før 1822 fungerede præsten ved siden af de åndelige pligter også som lærer. Øen fik 1822 egen skole og en uddannet lærer. Skolen har i dag kun 2 elever og regnes for en af de mindste skoler i hele verden.

## Kirken
Lidt nedenfor Amalienwarft lå øens første kirke, som i 1717 blev ødelagt af en stormflod. Den blev ganske vist genopbygget, men kort tid efter og endnu nogle gange senere hærgede naturens kræfter så voldsomt, at man til sidst opgav at bygge en kirke. Den fredede hallig-kirkegård i nærheden af Amalienwarft ligger midt på en eng, omgivet af en bred grøft, som skal sørge for, at mosejorden holdes tør. På gravstederne står ingen sten, men de har i stedet små flade marmortavler, som vandmasserne ikke kan ødelægge. Efter 1926 har der ikke fundet begravelser sted på Nordstrand Mor, de døde fra halligen bisættes nu på Nordstrand.
Nordstrand Mor har ingen kirke mere, men præsten fra Odenbøl (Odenbüll) på Nordstrand, afholder nogle gange om året gudstjeneste i skolens klasseværelse.

## Historie
Nordstrand Mor er en af de yngste halliger. Den er sammen med øerne Pelvorm, Nordstrand, og de andre halliger landrester af den i 1634 sunkne ø Strand. Før stormfloden i 1634 var Nordstrand Mor en ubeboet højmose, hvor man hentede tørv. Den blev ikke oversvømmet i 1634, og de overlevende øboere søgte tilflugt på den lille mose (nordfrisisk: Lätj Möör, nedertysk: Lüttmoor) som øen hedder i folkemunde. Da der senere generelt indtrådte højere vandstande, dannede der sig med tiden et lag af klæg på Nordstrand Mor. I løbet af århundrederne tog "Blanke Hans" jord fra øen, så der fra de oprindelige 500 ha. nu er ca. 170 ha. tilbage. I 1717 hvor 15 mennesker druknede, havde øen kun 126 indbyggere og der var af 20 huse kun 4 huse tilbage efter en stormflod i december samme år. Allerede samme år blev flere huse genopført, der igen forsvandt i 1720. 
Efter stormfloden i 1825, druknede 31 mennesker. Den 23. juli 1907 druknede øens skolelærer August Theede, i en alder af kun 37 år, da han var på vej fra fastlandet til halligen og siden har stormfloderne ikke taget nogen menneskeliv, men alligevel er indbyggertallet gået stærkt tilbage.
Først i 1914 startede de første kystsikringsarbejder, som blev forsinket af 1. verdenskrig. Mellem 1926 og 1935 blev der bygget en stenkant omkring Nordstrand Mor og siden har halligen ikke mistet land. 1935 kom banedæmningen til faslandet.

## Turisme
Fra 1986, efter indæmningen af den tidligere Nordstrand Bugt (Nordstrander Bucht) kan turisterne ved ebbe vandre gennem vadehavet til Nordstrand Mor.
Særlig om sommeren, når Tætblomstret hindebæger blomstrer over hele øen, kan et besøg på øen anbefales. Øens turister hentes enten på fastlandet af øens tre feriehusudlejere på de hjemmelavede motordræsiner, eller turisterne ankommer med udfugtsbådene når der er højvande. 
På Schulwarft blev der 2002 opstillet en stormflodspæl som med messingringe markerer de vigtigste stormfloder i tidens løb. Den anden store manddrukning i 1634 er ikke engang den højeste oversvømmelse. Der var højere floder i 1962 og 1976. Mærket for den gennemsnitlige vandhøjde af de årlige "Landunter" er ca 1 meter. Et klokketårn fra 1984 erindrer om stormfloden i 1634.

## Halligbane
Halligen er forbundet med Beltringherred Kog via en cirka 3,5 km lang banedæmning. Et smalt jernbanespor trafikeret af øens hjemmelavede motordræsiner, sørger for den daglige forbindelse med fastlandet. Ved flod er dæmningen oversvømmet, men i stedet for kan færger og turbåde anløbe øens havn. Den smalsporede halligbane er beregnet til beboerne, gæster og ikke mindst til fragt af materiale til kystbeskyttelse. Den har en sporvidde på 600 mm. Midtvejs på banedæmningen er der et mødestation. 
På tysk kaldes halligbanen også for Lorenbahn (Tipvognsbane), selvom de fleste banekøretøjer på strækningen ikke er tipvogne. Halligbanen drives af delstatens kystbeskyttelsesmyndigheder.

## Galleri
- Kystsikring
- Nordstrand Mor kirkegård
- Halligbane
- Banedæmningen
- Åbne dræsiner på banedæmningen